# Hermann Götting
Hermann Götting (* 29. August 1939 in Haiger; † 20. September 2004 in Köln) war ein deutscher Straßenbahnschaffner, Conférencier und Sammler von Alltagskultur. Manche bezeichnen ihn, auch wegen eines auffälligen Erscheinungsbildes, als Stadtoriginal, er selbst distanzierte sich jedoch von dieser Zuschreibung.

## Leben
Götting wurde als Kind einer unverheirateten jungen Mutter in eine traditionsbewusste Haigerer Schuhmacherfamilie geboren. Zunächst von der Familie abgelehnt, sollten Mutter und Sohn nach dem Willen der Großeltern in einem Heim für ledige Mütter untergebracht werden. Unmittelbar nach der Geburt holten sie die beiden aber in die Familie zurück. Hermann wurde von den Großeltern großgezogen und nahm seine Mutter als „eine Art Tante“ wahr. Der extravagante, ausgefallene Geschmack seiner Mutter, ihre Ausdrucksformen und Musikalität faszinierten und beeinflussten ihn dennoch nachhaltig.
Nach der Volksschule arbeitete Götting zunächst in einer Haigerer Tankstelle, dann in einem Eisenwerk. Schließlich erfüllte er sich seinen Kindheitstraum und fand eine Anstellung als Straßenbahnschaffner bei der Siegener Kreisbahn. In der Ausübung des Berufs ergänzte er seine Uniform zum Leidwesen seiner Vorgesetzten durch modische Accessoires und erlangte durch kleine „Auftritte“ während der Fahrt, bei denen er die Fahrgäste mit allerlei Anekdoten unterhielt, lokale Bekanntheit. Nach Einstellung des Straßenbahnbetriebes bei der Siegener Kreisbahn fuhr Götting noch einige Zeit als Schaffner in den Oberleitungsbussen der Gesellschaft mit, die allerdings im Vergleich zu den alten Straßenbahnwagen keine Faszination auf ihn ausübten. In dieser Zeit machte er erste homosexuelle Erfahrungen, die er zum Ende der 1950er Jahre nur heimlich ausleben konnte.
Im Jahr 1962 kehrte er von der in Koblenz verbrachten Wehrdienstzeit zunächst nach Siegen zurück, zog aber bald nach Köln, wo er eine differenzierte homosexuelle Szene kennenlernte. Götting genoss vor allem den Aufenthalt in Nachtlokalen mit gehobenem Anspruch an die Kleidung der Gäste und einer plüschigen Atmosphäre, die „geprägt durch empfindsamen, kulturell interessierten Schöngeist“ war. Seinen Lebensunterhalt bestritt er erneut als Straßenbahnschaffner bei den Kölner Verkehrs-Betrieben. 1968 führten die Kölner Verkehrsbetriebe den schaffnerlosen Betrieb in ihren Bahnen ein, so dass Götting diesem Beruf nicht mehr nachgehen konnte.
Fortan arbeitete Götting als Kellner, Barkeeper und später auch als Conférencier in Nachtclubs, Varietés und Travestieshows. Mit seinem Lebensgefährten bezog er eine Altbauwohnung in der Richard-Wagner-Straße, in der er Teile seiner Alltagskultur- und Möbelsammlung unterbrachte. Auch lud er dort sonntags regelmäßig Schauspieler, Journalisten, Modeschöpfer, Tänzer, Musiker und andere Künstler zu Konversation und Darbietungen in seinen „Salon“ ein.
Götting war eine auffallende Erscheinung mit ausladenden Gewändern, riesigen Hüten, dem allgegenwärtigen Fächer und stets in Begleitung zweier großer Hunde, der Dogge Ivo und dem Chow-Chow Wotan.
Nach 1989 feierte Götting jedes Jahr aufs Neue seinen fünfzigsten Geburtstag, so etwa im Jahr 1992 in der Black Box des kurz zuvor eröffneten Cinedom.
Am 20. September 2004 starb Hermann Götting in seiner Kölner Wohnung an den Folgen einer verschleppten Lungenentzündung. Sein Sarg wurde mit einer Pferdekutsche zum Melatenfriedhof gebracht und dort bei einer Trauerfeier mit rund 800 Gästen bestattet.

## Sammlung

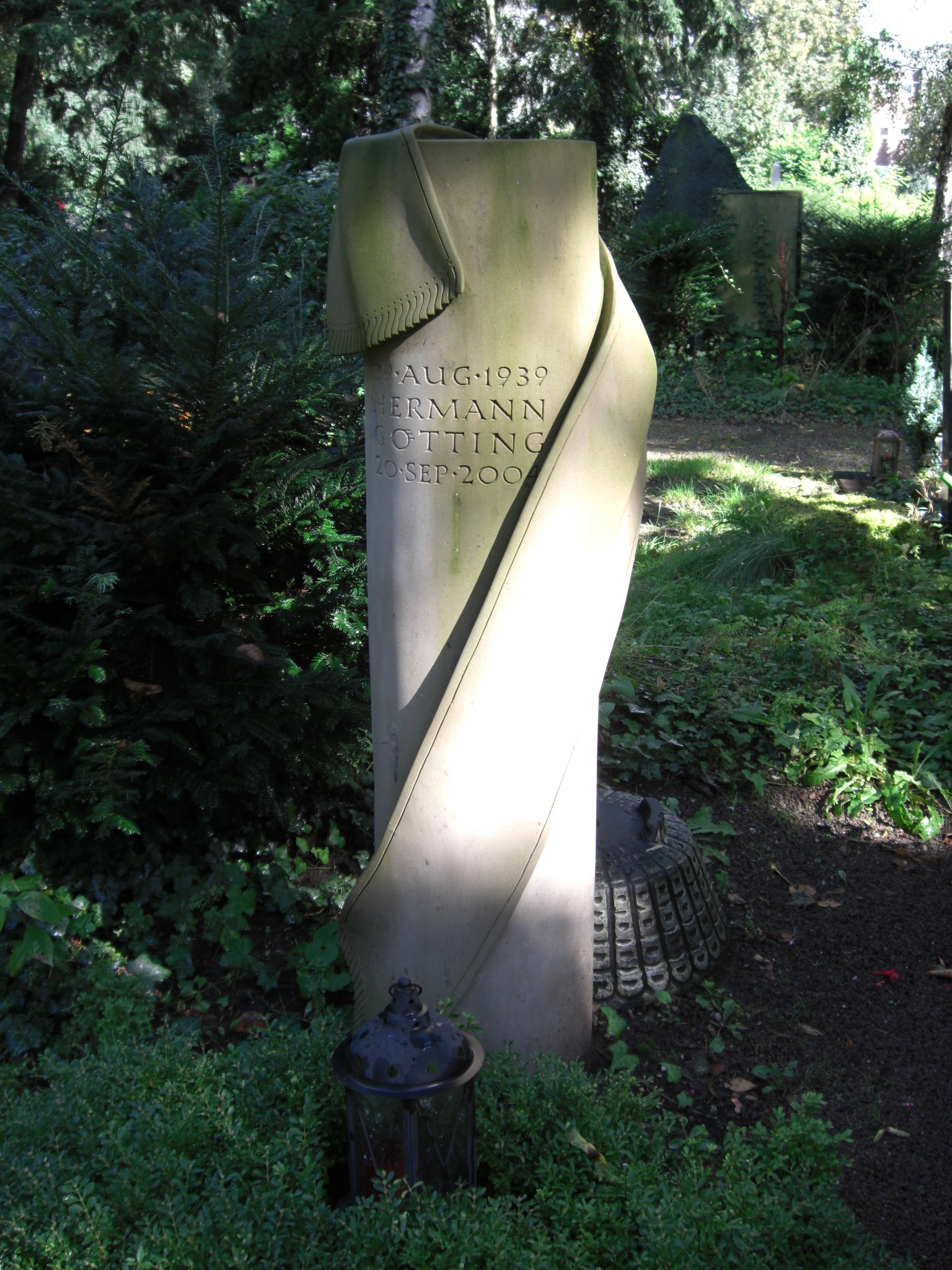
Grab von Hermann Götting auf dem Kölner Melaten-Friedhof (Flur 28)

Götting bezeichnete sich als akribischen Sammler von Alltags- und Gebrauchsgegenständen aus den 1920er bis 1970er Jahren. Schwerpunkt seiner Sammlung sind aber die 1950er Jahre. Mit einem Handwagen klapperte er Trödelläden und Flohmärkte ab und organisierte Wohnungsauflösungen. Er pflegte aber auch Beziehungen zu den Denkmalschutzbehörden und zu Firmen, um größere Objekte wie Leuchtreklamen oder künstlerisch gestaltete Ätzglas-Fenster zu demontieren, die von Abriss bedroht waren. Bekannt war Hermann Götting auch durch die Demontage der alten 4711-Neonanlage vom Kölner Messeturm, die er 1993 abschraubte. Götting nahm Kontakte zu Manufakturen für Möbel, Porzellan und Steingut auf und erforschte die Geschichte der Betriebe, deren Produkte er sammelte. Einer ersten großen Ausstellung im Kölnischen Kunstverein im Jahre 1985 folgten mehr als 40 Ausstellungen in zahlreichen Städten, in denen er seine gesammelten Objekte arrangierte. Als seine Lagermöglichkeiten überstrapaziert waren, verhalfen ihm Stadtkonservatorin Hiltrud Kier und Museums-Generaldirektor Hugo Borger zur Nutzung zweier städtischer Lagerräume.
Die Stadt Köln zeigte nach seinem Tode kein Interesse an der vollständigen Sammlung Götting und verfügte auch nicht über eine ausreichende Depotfläche, und so erwarb das Museum für Angewandte Kunst in Gera etwa 1000 der über 100.000 Exponate. Einzelne Objekte übernahm das Haus der Geschichte, während das Kölnische Stadtmuseum sich unter anderem mehrere der historischen Kölner Leuchtreklamen sicherte. Die weitere Sammlung, darunter 20 vollständige Ladeneinrichtungen, Ausstattung von Handwerksbetrieben, weitere Leuchtreklamen sowie Vasen und Möbel, gilt heute als zerstreut.